# Abrusco

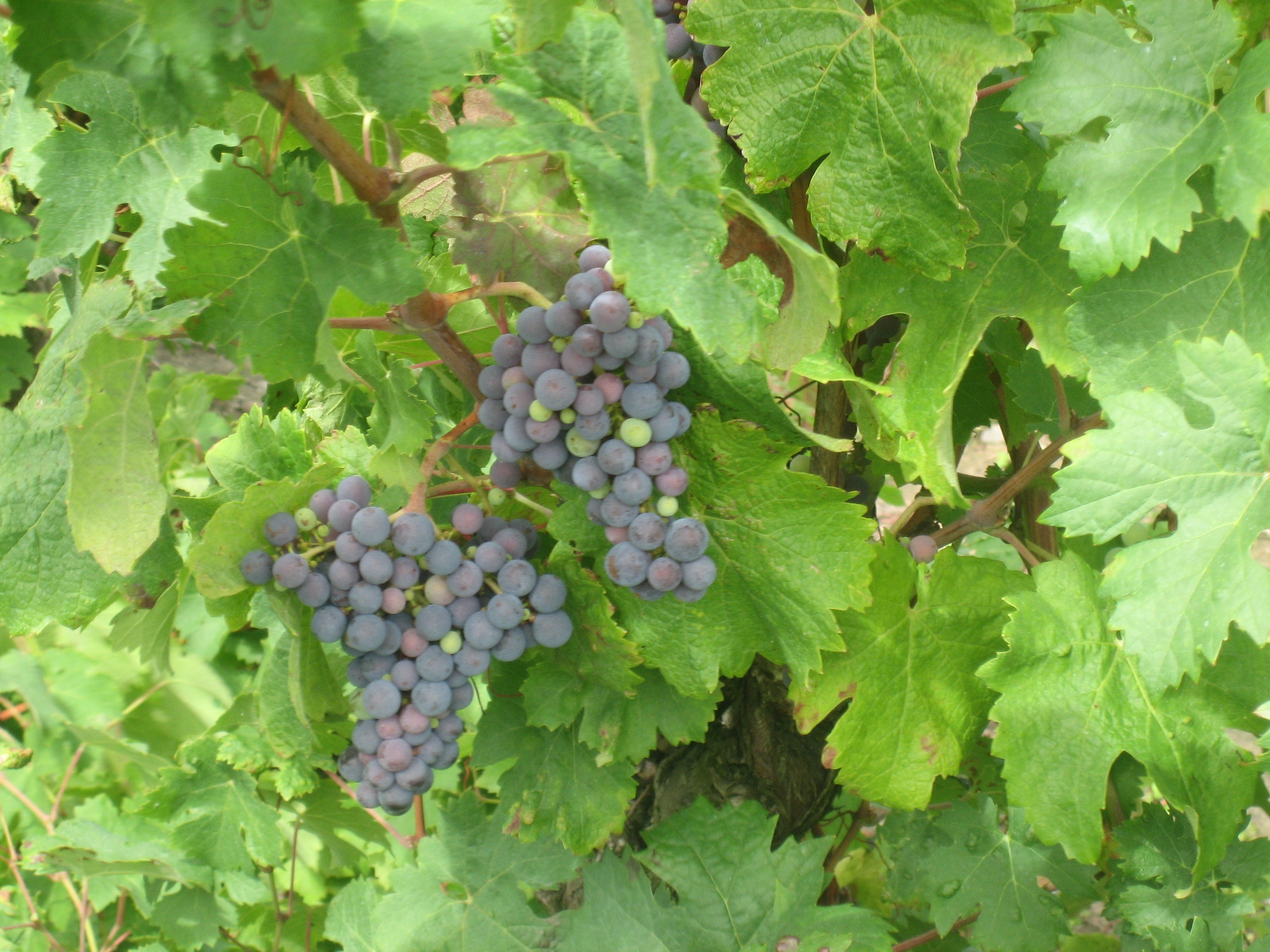
blauw druivenras

De Abrusco is een oude inheemse druivensoort uit Toscane in Italië. De naam komt vermoedelijk van het latijnse woord Lambrusco, wat wilde wingerd betekent.

## Geschiedenis
Door DNA-onderzoek dat pas in 2009 werd afgerond, bleek deze druif identiek te zijn aan de Abrostine. In zijn essay over wijnbouw beschreef Soderini in zijn essay uit 1600 dat de druivensoorten Abrostine en Colore werden gebruikt om kleur mee te geven aan 'blends' met andere rode druiven.

## Kenmerken
Alhoewel de druiven een schijnbaar bleke kleur hebben, produceren ze wijn met een diep-rode kleur, evenwichtig van smaak met een toon van specerijen. Le Tre Stelle van wijnbouwer Agino, een IGT-wijn uit Toscane, is de enige die een 100% Abrusco wijn maakt.
Slechts 6 hectare wordt met deze oude variëteit beplant.

## Synoniemen[1]
- Abrostale
- Abrostine
- Abrostino
- Abrusco Nero

- Abrusio
- Colore
- Colorino
- Raverusto